# 菱田雅生
菱田 雅生（ひしだ まさお、1969年 - ）は、山一證券、ストックアンドフロー出身の独立系ファイナンシャル・プランナー。早稲田大学法学部卒業。

## 主な出演番組
- ゲスト出演のみのものを含む。

### テレビ
- 発掘!あるある大事典 (フジテレビ)
- ズームイン!!SUPER (日本テレビ)

### ラジオ
- 野村邦丸のごきげん!二重丸◎ (文化放送)
- JAM THE WORLD (J-WAVE)